# BMW G 310 GS
La BMW G 310 GS è una motocicletta prodotta dalla casa motociclistica tedesca BMW Motorrad in collaborazione con la TVS Motor Company dal 2016. È la più piccola enduro mai prodotta dall'azienda bavarese.

## Storia
Presentata a novembre 2016 all'EICMA di Milano, la moto fa parte della gamma GS, da cui riprende l'impostazione ciclistica che si rifa alle più grandi R 1250 GS e 850 GS con manubrio, sella e sospensioni rialzati e pneumatici con spalla alta e battistrada stretto. Dalle altre GS inoltre riprende anche il caratteristico parafango anteriore sporgente e le prese d'aria laterali sulle carene. La BMW ha sviluppato la moto principalmente per i paesi emergenti del Sud America e dell'Asia.
Nel 2020 la G 310 GS ha subito una profondo restyling, che ha portato in dote un nuovo faro a LED, acceleratore elettronico drive-by-wire (chiamato e-gas) e altri miglioramenti meccanici al motore per poter ottenere l'omologazione Euro 5. 
Nel 2021 è stata introdotta una versione celebrativa, caratterizzata da una vernice speciale nera e gialla che si inspira alla R 100 GS per omaggiare i 40 anni dalla nascita della GS.

## Descrizione
A spingere BMW G 310 GS c'è un motore monocilindrico con la canna del cilindro rivestita in Nikasil da 313 cm³ raffreddato a liquido a quattro tempi avente distribuzione con due alberi a camme in testa azionati da una catena e quattro valvole, che sono comandate tramite bilancieri rivestiti in DLC (diamond like carbon. L'alesaggio e la corsa misurano rispettivamente 80,0 mm e 62,1 mm; inoltre il propulsore è fornito di contralbero di equilibratura per ridurre le vibrazioni tipiche dei monocilindri e di un sistema d'alimentazione ad iniezione elettronica indiretta. Il rapporto di compressione è 10,6:1. La potenza massima viene erogata a 9500 giri/min, mentre la coppia di 28 Nm è disponibile a 7500 giri/min. Altre caratteristiche comprendono la frizione antisaltellamento collegata ad un cambio a 6 marce. 
Il serbatoio contiene circa 11 litri (compreso 1 litro di riserva).
Il telaio della G 310 GS è del tipo tubolare realizzato in acciaio. La ciclistica si compone di una forcella a steli rovesciati all'avantreno con un diametro di 41 mm e un'escursione di 180 mm, mentre al retrotreno di un forcellone in lega leggera con mono ammortizzatore regolabile e molla ancorata direttamente sul telaio. Gli pneumatici sono del tipo tubeless radiale e misurano 110/80 R19 all'anteriore e 150/70 R17 al posteriore. La frenata è affidata ad un sistema antibloccaggio ABS a doppio canale, con l'anteriore un disco singolo da 300 mm e pinza fissa radiale a 4 pistoncini mentre al posteriore sempre è da 240 mm monopostoncino. I freni sono realizzati da ByBre.